# 彌勒上生經疏
《彌勒上生經疏》，又稱為《觀彌勒上生經疏》、《彌勒上生經瑞應疏》、《觀彌勒上生兜率天經贊》，作者為窺基法師，為《彌勒上生經》的註疏，用意在宣揚彌勒信仰。

## 歷史
此書作於唐高宗咸亨四年（673年），相傳窺基法師訪問五台山，夢見一個童子捧經前來，醒來在寺院中發現《彌勒上生經》，他認為此為彌勒佛希望他為此經作註疏的預兆，於是開始寫作此書。據說，在窺基法師進行著作時，筆端有舍利子產生。